# Богдано-Надиевка
Богдано-Надиевка (укр. Богдано-Надіївка, до 2025 года — Богдано-Надеждовка) — село, Богдано-Надеждовский сельский совет, Пятихатский район, Днепропетровская область, Украина.
Код КОАТУУ — 1224581001. Население по переписи 2001 года составляло 338 человек.
Является административным центром Богдано-Надеждовского сельского совета, в который, кроме того, входят сёла Калиновка, Культура, Мирное, Миролюбовка и Полтаво-Боголюбовка.

## Географическое положение
Село Богдано-Надеждовка находится в 3-х км от левого берегу реки Жёлтая, на расстоянии в 0,5 км от села Полтаво-Боголюбовка.
По селу протекает пересыхающий ручей с запрудой вдоль которого село вытянуто на 4 км. Рядом проходит автомобильная дорога Т-0418.

## История
- В мае 1648 года армия под руководством Богдана Хмельницкого на месте будущего села разгромила войска польской шляхты.
- 1850 — дата основания.

## Объекты социальной сферы
- Детский сад.
- Амбулатория.
- Клуб.